# Falangi Libanesi
Falangi Libanesi (in arabo الكتائب اللبنانية‎?, al-Katāʾib al-Lubnāniyya), o Partito Falangista Libanese, è un partito politico fondato nel 1936 da Pierre Gemayel. Il movimento, nazionalista e a prevalenza cristiano maronita, lottò contro i francesi per l'indipendenza fino al 1943 e costituì milizie armate durante la guerra civile libanese dal 1975 al 1990.

## Storia
Il suo nome è probabilmente ricollegabile alla «Falange spagnola», omonima formazione di José Antonio Primo de Rivera e Onésimo Redondo Ortega che al partito affiancava milizie paramilitari, ma subì anche la fascinazione del fascismo italiano di Benito Mussolini, all'epoca considerato in Libano e nel mondo arabo il più concreto oppositore dell'imperialismo anglo-francese, che nel periodo tra le due guerre occupava quasi tutto il Vicino Oriente.

### Fondazione
Il partito fu fondato nel 1936 dall'allora capitano della nazionale di calcio Pierre Gemayel, dal giornalista George Naccache e da Charles Helou (gli ultimi due abbandonarono tuttavia abbastanza presto la formazione).
Nel 1937 Gemayel, insieme all'industriale libanese di origine americana William Hawi, fondò le milizie paramilitari del partito che, poste fuorilegge dai francesi nel 1938, operarono in clandestinità fino al 1943. Il movimento, infatti, s'opponeva all'epoca alla presenza della Francia in Libano. Collaborò in special modo col gruppo sunnita al-Najjāda per conseguire l'indipendenza del paese nel 1943.

### Le Falangi dopo l'indipendenza
Fino alla seconda guerra mondiale il Libano era decisamente a maggioranza cristiana, con una forte minoranza sciita nel Sud-Libano, una minoranza sunnita nelle regioni settentrionali gravitanti intorno alla provincia di Tripoli e un'esigua - ma storica - minoranza drusa nelle zone montagnose dello Shūf.

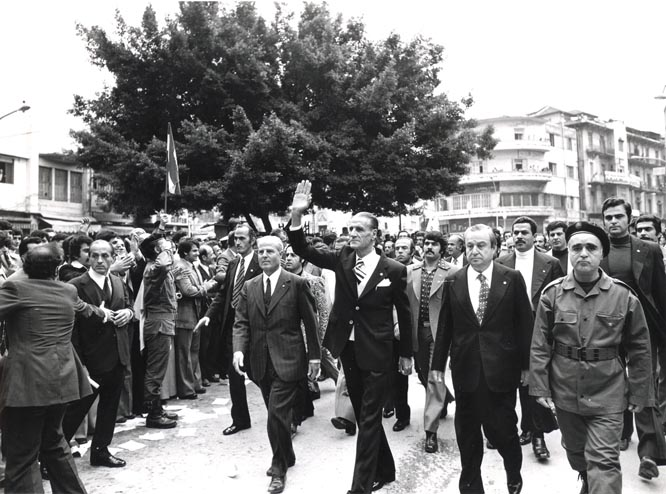
Pierre Gemayel (al centro) e William Hawi (a sinistra) nel 1971 per il 35º anniversario della fondazione delle Falangi

I rapporti di forza tra le diverse confessioni erano stati sanciti nell'informale Patto Nazionale del 1943. La presidenza della repubblica doveva essere appannaggio dei maroniti, quella del Consiglio dei sunniti, quella del Parlamento agli sciiti, la carica di Capo di Stato Maggiore della Difesa a un maronita e quella dell'esercito a un druso, con un complesso meccanismo di dosaggio politico, per garantire la rappresentanza parlamentare a tutte le altre piccole comunità libanesi, prime fra tutte quelle greco-ortodossa e melkita.
L'afflusso di rifugiati palestinesi nel 1948, in grande maggioranza sunniti, fu considerato come una minaccia destabilizzante per il movimento, a causa della sua capacità di alterare i rapporti di forza interni al Libano sanzionati nel Patto. Durante la guerra civile del 1958 le milizie falangiste combatterono a fianco delle forze pro-governative. 
Dopo la guerra civile, Pierre Gemayel fu ministro dei lavori pubblici; durante il suo mandato furono costruite gran parte delle moderne infrastrutture del Libano, con 440 progetti portati a termine.
L'entrata di rifugiati palestinesi in territorio libanese fu una realtà dopo il 1967. La formazione cristiana tentò di opporsi al radicamento palestinese.
Già nel 1961 erano state create delle unità paramilitari di commando, le Forze regolatorie delle Katāʾeb, guidate da William Hawi. A queste si aggiunse nel 1973 una "Scuola di combattimento", segretamente aperta a Tabrieh nel distretto di Keserwan. Un'altra unità speciale, la "brigata Bashir Gemayel" - dal nome del figlio più giovane di Pierre Gemayel, Bashir - fu costituita l'anno successivo.

### Le Falangi nella guerra civile (1975-1990)

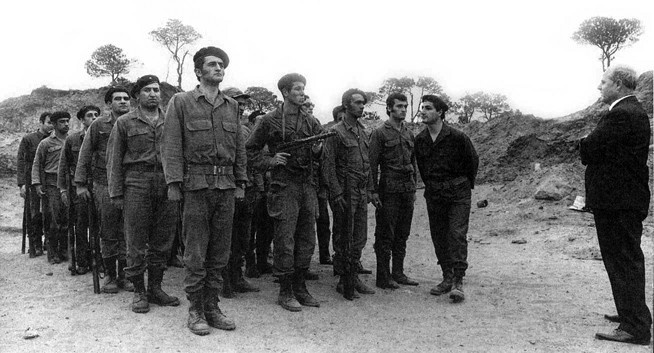
Bashir Gemayel ispeziona nel 1975 miliziani in addestramento. Con lui (in borghese) Hawi

Le Falangi costituirono una delle prime e più possenti milizie armate libanesi a partire dagli anni 1970. Nel 1975 il movimento annunciò il raggiungimento della quota di 80.000 adesioni. Nell'aprile 1975 le Forze regolatorie del Kataeb furono in grado di radunare 5.000 miliziani, di cui 2.000 combattenti in uniforme a tempo pieno, spalleggiati da circa 3.000 irregolari, originariamente armati di armi da fuoco obsolete. Presto avrebbero raggiunto circa 8.000 unità.
Scoppiata la guerra civile, per contrastare l'alleanza tra i palestinesi e le milizie musulmane di sinistra, il ramo paramilitare della Falange si unì con le Tigri Libere del Partito nazional-liberale. Il 13 luglio 1976 William Hawi, capo militare delle milizie della Falange, fu ucciso da un cecchino palestinese a Tell al-Zaʿtar, mentre ispezionava le posizioni tenute dai suoi miliziani. Al suo posto fu chiamato il figlio di Pierre Gemayel, Bashir Gemayel che riuscì a unificare le principali milizie cristiane nelle Forze Libanesi, tra cui i seguaci di Camille Chamoun e quelli di Sulaymān Farangiyye, entrambi ex-Presidenti della Repubblica libanese che, a poco a poco, assorbirono le altre milizie cristiane minori. Le Forze Libanesi rappresentavano l'ala militare della coalizione politica del Fronte Libanese.

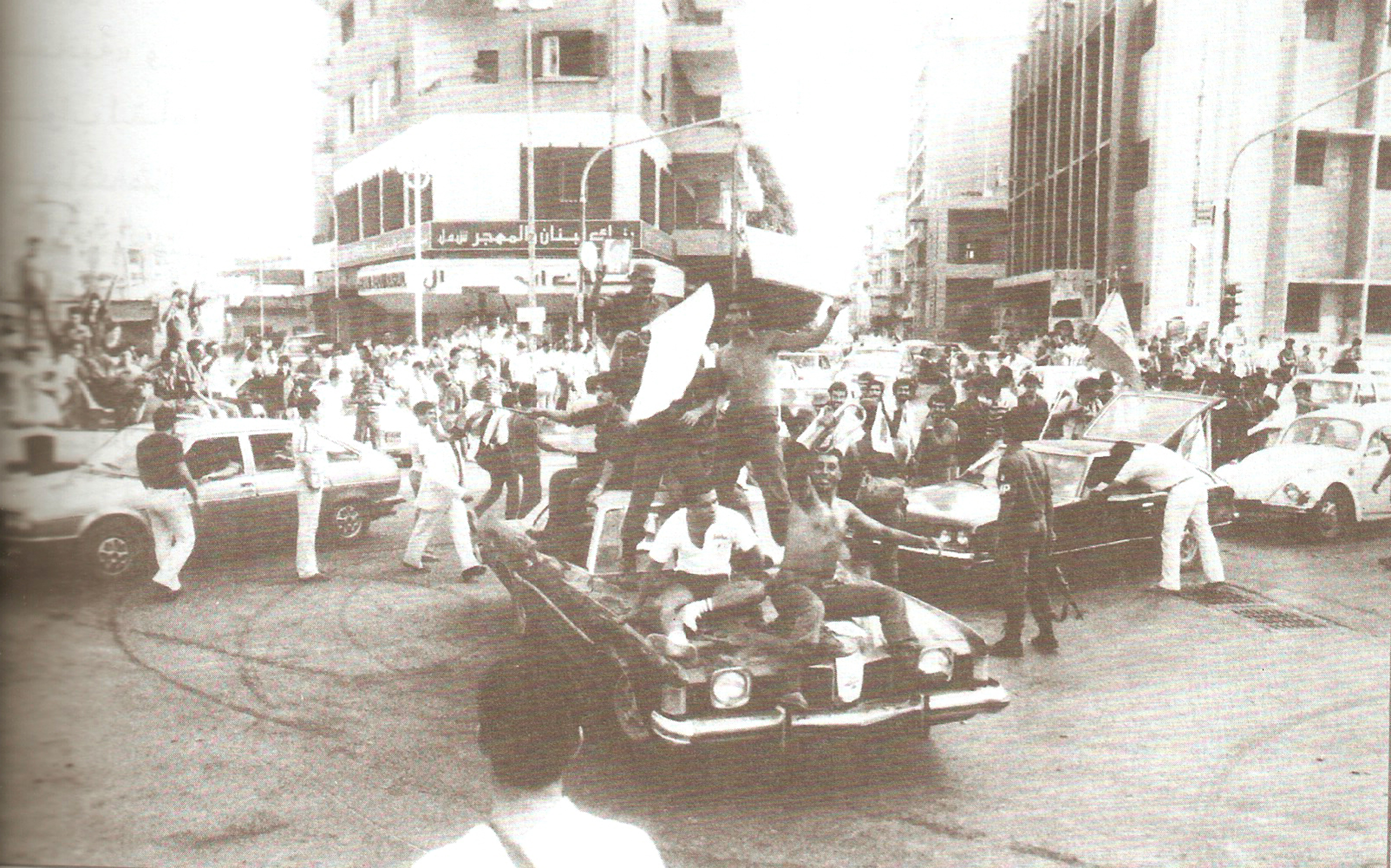
Agosto 1982: festeggiamenti a Beirut est per l'elezione di Bashir Gemayel a presidente del Libano

A causa delle continue violazioni del cessate il fuoco del luglio 1981 da parte dell'OLP, nel 1982 Israele invase il Libano, con il sostegno delle Forze militari del Libano del Sud. In agosto Bashir Gemayel fu eletto Presidente della Repubblica, ma il 14 settembre 1982, nove giorni prima dell'investitura ufficiale, Gemayel morì in un attentato dinamitardo, insieme ad altri 26 dirigenti falangisti, nell'esplosione del quartiere generale del partito, nel quartiere cristiano di Ashrāfiyye, nella parte orientale di Beirut.
Due giorni dopo si consumò la vendetta dei falangisti. Nella notte fra il 16 e il 17 settembre, le milizie falangiste guidate da Elie Hobeika penetrarono nei campi profughi di Sabra e Shatila, presso Beirut, e uccisero fra le 700 e le 3.500 persone.
Il fratello di Bashir, Amin Gemayel fu eletto Presidente della Repubblica e lo restò fino al 1988.
Pierre Gemayel morì nel 1984 e Elie Karameh gli succedette allora alla guida della formazione politica (1984-86), seguito da Georges Saʿde (1986-1998). Il partito prese in questo periodo distanza dalla Siria, ma ad essa tornò ad allearsi in seguito agli Accordi di Ta'if del 1989 che crearono la II Repubblica libanese. Amin Gemayel e alcuni dei suoi sostenitori si opposero e andarono in esilio dopo la nomina di un governo militare presieduto da Michel Aoun. Poco dopo intervenne la firma degli Accordi di Tā'if, che Amin Gemayel denunciò. La nomina del nuovo governo non piacque alle Forze Libanesi, che misero le mani sulle istituzioni socio-economiche del paese create dal presidente uscente Amin Gemayel, e obbligarono questi a lasciare il Libano nell'ottobre del 1988 per un esilio in Svizzera, Francia e Stati Uniti durato 12 anni, con il generale Aoun che divenne presidente della repubblica.

### Durante l'occupazione siriana
In seno al partito le divisioni si accentuarono a proposito della presenza siriana, autorizzata dagli Accordi a presidiare il Libano sotto il nome di Forza Araba di Dissuasione (FAD), inizialmente formata in massima parte dalla Siria ma con aliquote quasi insignificanti di alcuni altri paesi arabi. Alla guida dell'Ufficio Politico fu posto Boutros Khawand che condusse questa opposizione fin quando egli non fu sequestrato il 5 settembre 1992. Secondo Human Rights Watch, sarebbe stato incarcerato nella prigione militare di Mezze a Damasco e in seguito trasferito nel centro detentivo di Tadmur (Palmira).
Nel 1992 il leader delle Forze Libanesi Samir Geagea si candidò alla guida del Kataeb ma perse contro Georges Saadeh. Il conflitto tra i due crebbe e nello stesso anno, Saadeh cacciò Geagea e tutti i membri della cosiddetta Commissione di salvataggio, formata da molti membri della direzione e leader locali fedeli alle Forze libanesi e a Geagea.
Dopo la morte di Georges Saadeh, fu Munir al-Hajj nel marzo 1999 che prese la guida del partito, poco dopo l'elezione di Émile Lahoud alla presidenza della Repubblica. Hajj aveva tentato di promuovere un riallineamento del partito a Damasco ma questa politica era stata fortemente avversata all'interno della Falange. La sua alleanza alle elezioni parlamentari del 2000 col ministro filo-siriano degli Interni, Michel al-Murr (figlio d'un noto magnate libanese), doveva d'altronde far collassare la sua fortuna politica. Al-Murr doveva infatti proporgli di figurare nella sua lista elettorale della regione del Metn sulla quale si trovavano anche i membri del Partito Social-Nazionale Siriano (formazione libanese di chiaro orientamento filo-siriano, dove il termine "Siria" sta per "Grande Siria"), favorevole all'annessione del Libano alla Siria, e che aveva tra l'altro combattuto le Forze Libanesi nel corso della sanguinosa guerra civile. Hajj fu sconfitto e non poté far parte del nuovo governo.
In tale occasione fu allontanato dalla Presidenza del partito. Da allora due candidati restarono in lizza: Amin Gemayel, rientrato dall'esilio nel luglio 2000 e l'armeno ortodosso Karim Pakradouni, antico collaboratore di Bashir Gemayel, filo siriano, rientrato nel 1994 nel partito. Quest'ultimo sarà eletto presidente del partito il 4 ottobre 2001, grazie alle possenti ingerenze siriane nel processo elettorale interno e provocherà una scissione di fatto fra militanti pro-Gemayel e pro-Pakradouni.

### Il ritorno dei Gemayel
Nel 2005 con il ritorno dei Gemayel, grazie all'accordo con Pakradouni, il partito entrò nella coalizione "Alleanza del 14 marzo", coalizione antisiriana emersa dalla cosiddetta "rivoluzione dei cedri", che vinse le elezioni e ottenne 4 seggi.

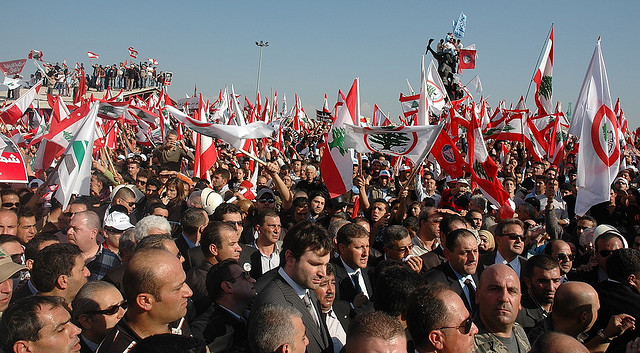
I funerali di Pierre Amine Gemayel

Il 21 novembre 2006 Pierre Amine Gemayel, dal luglio 2005 ministro dell'Industria e figlio di Amin Gemayel, fu assassinato alla vigilia dell'autorizzazione da parte dell'ONU di convocare un tribunale internazionale, il Tribunale Speciale per il Libano, incaricato di giudicare i fatti che avevano portato all'assassinio del Primo Ministro Rafīq al-Ḥarīrī.
Nel settembre 2007 fu ucciso con un'auto bomba il successivo leader delle Falangi Antoine Ghanem.
Presidente del partito diviene così il fratello minore di Pierre Amin Gemayel, Sami Gemayel. Nelle elezioni parlamentari del 2009 il partito, nella coalizione antisiriana Alleanza del 14 marzo, ottiene 5 seggi all'Assemblea nazionale tra cui lo stesso Sami e il ventisettenne figlio di Bashir Nadim Gemayel e il partito nel primo governo di Saad Hariri ottiene il dicastero degli Affari sociali. Nel 2014, nel governo di Tammam Salam, ottiene tre Ministeri.
Alle elezioni del 2018 ha una flessione e ottiene solo 3 deputati.
Nelle esplosioni di Beirut del 2020 muore Nazar Najarian, segretario generale del partito, dopo aver subito gravi ferite alla testa durante l'esplosione. Alle elezioni del 2022 guadagnano un seggio.

## Presidenti
- Pierre Gemayel (1936–1984)
- Elie Karamé (1984–1986)
- Georges Saadeh (1986–1998)
- Mounir al-Hajj (1998–2001)
- Karim Pakradouni (2001–2007)
- Amin Gemayel (2007–2015)
- Sami Gemayel (2015–presente)